# 加拉巴哥兵魴鮄
加拉巴哥兵魴鮄，為輻鰭魚綱鮋形目牛尾魚亞目角魚科的其中一種，分布於東南太平洋的加拉巴哥群島海域，棲息深度可達462公尺，體長可達11.2公分，為底棲性魚類。

## 擴展閱讀
維基物種上的相關：加拉巴哥兵魴鮄